# 김진우 (법조인)
김진우(1932년 ~)는 헌법재판소 재판관을 2번 연임한 법조인이다.

## 생애
김진우는 1932년에 충청남도 예산군에서 태어나 1951년 예산농업중학교와 서울대학교 법과대학을 졸업하고 1956년 제7회 고등고시 사법과와 행정과에 합격했다. 이후 판사에 임용되어 서울고등법원 부장판사를 지냈으나 1981년부터 11년 동안 변호사 개업하였다. 이 시기에 서울 서초구 서초동에 위치한 대지 118명을 보유한 것이 1993년 공직자 재산 공개에서 논란이 되기도 했다.
변호사를 하고 있을 때인 1988년 헌법 개정으로 헌법재판소가 설치되면서 통일민주당의 추천으로 비상임 헌법재판관에 임명되었다가 1991년 헌법재판소법 개정으로 비상임 재판관이 폐지되어 1991년 11월 30일 상임 재판관으로 재임명되었으나 1994년 임기 만료되었다가 김영삼 대통령이 다시 임명하여 김문희, 이시윤와 함께 국회 동의를 필요로 하는 헌법재판관 연임에 성공한 유일한 김진우는 1997년 1월 21일 정년 퇴임으로 헌법재판관 임기를 마치고 법무법인 삼흥 종합법률사무소 등에서 변호사를 하였다. 헌법재판관으로 재직하던 1993년 2월 문민정부 초대 감사원장으로 거론되기도 했다.
1972년 창립된 사단법인 예산모현사업회에 참여하였으며 1987년 백범 김구 기념사업협회 이사 및 부회장, 추사 김정희 기념사업회장, 2008년 일재 김병조 기념사업회장을 역임하기도 했으며 2014년에는 매헌윤봉길의사 기념사업회장을 맡았다. 예천군 개포면에 세워진 최초의 학교였지만 일제에 의해 3년 만에 폐쇄된 계동학원의 항일정신을 기리기 위한 기념비가 2014년에 건립될 때 참석하였으며 승정원일기의 유네스코 세계기록문화유산 등재(2001년) 기념 제막식이 열린 2016년 5월 11일에 충남 예산군 대술면 농리에서 승정원일기 복구를 기념하는 의곡 박정현을 추앙하는 시문을 기념으로 새겼으며  1456년 조선 세조 때 단종 복위를 꾀하다 목숨을 잃은 여섯 충신의 숭고한 충절을 기리기 위한 사육신 순의(殉義) 561주년 추모제향에 참석했다. 한서대학교는 2015년에 "명판결과 개척자적 법이론 연구에 큰 업적을 남기셨고,순국선열들의 숭고한 유업을 선양하시어 일평생 국민과 후진들에게 애국심을 고취해 정부와 국민들에게 신뢰와 존경을 받는 사회의 큰 어른”이라고 하면서 명예 행정학 박사학위를 수여했다.
전형적인 선비 이미지로 역사적 인식을 바탕으로 인권강화에 중점을 두었다는 평가를 받은 헌법재판관으로 재직할 때 상속세 제32조의2 제1항에 대한 헌법소원 사건에서 "다만 법률조항에는 무차별한 증여의제로 인한 위헌의 소지가 있으므로 예외적으로 조세회피의 목적이 없음이 명백한 경우에는 이를 증여로 보지 않는다고 해석해야 하고, 위와 같이 해석하는 한, 헌법에 위배되지 않는다."며 한정 합헌 결정을 할 때 변정수와 함께 소수의견을 냈으며 선거구 획정에 대한 위헌심판에서 "우리 국회가 단원제를 채택하고 있고, 도농 사이에는 인구밀도와 개발의 차이, 각 지역이 국가에 원하는 시책에 현저한 차이가 있는 점 등을 선거구 획정에 고려해야 한다"고 했다.1996년 사형제도를 합헌으로 판단할 때 "형벌로서의 사형은 징역형이나 금고형과는 달리 사형 선고를 받은 자에게 개과천선할 수 있는 도덕적 자유 조차 남겨주지 아니하는 형벌 제도"이면서 "양심에 반하여 직무상 어쩔 수 없이 사형 집행에 관여하는 자들의 양심의 자유와 인간이 지닌 존엄과 가치를 침해하는 비인간적인 형벌제도"라는 이유로 조승형과 함께 위헌이라고 했다. 5.18 민주화운동 등에 관한 특별법 제2조 제1항 등 위헌제청에 대하여 이재화, 조승형, 정경식과 함께 "그러므로 이 사건 반란행위자들 및 내란행위자들의 군사반란죄나 내란죄의 공소시효 완성으로 인한 법적 지위에 대한 신뢰 이익이 보호받을 가치가 별로 크지 않음에 비하여 이 법률조항은 위 행위자들의 신뢰이익이나 법적 안정성을 물리치고도 남을 만큼 월등히 중대한 공익을 추구하고 있다"고 하면서 "우리 헌정사에 공소시효에 관한 진정소급입법을 단 한 번 예외적으로 허용한다면 바로 이러한 경우에 허용하여야 한다"고 했다.  노동쟁의조정법에 대해서 "강제중재에 일단 회부하게 되면 단체행동권의 행사는 사실상 불가능하게 된다"며 "현실적으로도 공익사업체의 사용자들은 단체교섭이 결렬되더라도 중재에 의해 노동조합의 쟁의행위를 봉쇄하면서 그들의 주장대로 중재재정이 이루어질 것을 기대하기 때문에 단체교섭에 성실하게 임하지 않을 가능성이 많다"고 하면서 다른 4명의 재판과 함께 다수의견을 냈으나 위헌 정족수에 미치지 못했다.
노동위원회의 구제 명령을 위반한 사람에 대해 처벌을 규정한 노동조합법 46조에 대해 제주지방법원이 제청한 사건에서 주심 재판관을 맡아 "확정되지 않은 행정명령에 대해 형벌로 다스리는 것은 적법 절차 원칙에 위반된다"며 위헌 결정을 했다.